# 仁昌南五味子
仁昌南五味子（学名：Kadsura renchangiana）为五味子科南五味子属下的一个种。

## 扩展阅读
- 維基物種上的相關：仁昌南五味子